# Szalom Simchon
Szalom Simchon (ur. 7 grudnia 1956 w Kefar Sawa) – izraelski polityk, członek Knesetu z ramienia Partii Pracy.
Ukończył studia społeczne. Służbę wojskową zakończył w stopniu sierżanta – majora. Pełnił wiele funkcji związanych z ruchem moszawowym. Był sekretarzem generalnym Ruchu Moszawów, Centrum Rolniczego, ponadto członkiem Rady Administracyjnej Ziemi Izraelskiej. Ponadto zajmował stanowisko prezesa Rady Administracyjnej miasta Tnuvah.
Po raz pierwszy wszedł do czternastego Knesetu. W piętnastym Knesecie, od 2 listopada 2002 roku był ministrem rolnictwa i rozwoju wsi. W szesnastym Knesecie, od 10 stycznia 2005 r. do 23 listopada 2005 r. był ministrem środowiska. W rządzie Ehuda Olmerta, w skład którego weszła także jego Partia Pracy, objął stanowisko ministra rolnictwa.
Po wyborach w 2009 roku, w wyniku których lider Likudu Beniamin Netanjahu utworzył koalicję rządową, Simchon wszedł 31 marca 2009 w skład gabinetu jako minister rolnictwa i rozwoju obszarów wiejskich.
Jest żonaty i ma czwórkę dzieci.